# Мартинес, Эй
Эй Мартинес (англ. A Martinez, полное имя Адо́льфо Ларру́э Марти́нес III, исп. Adolfo Larrue Martinez III, род. 27 сентября 1948) — американский актёр и певец, наиболее известный благодаря роли Круза Кастильо в телесериале «Санта-Барбара», за которую получил дневную премию «Эмми».

## Биография
Мартинес родился в Глендейле, Калифорния. Его семья называла его «Эй», «Маленький Адольфо» и «Маленький Эй», как ребёнка, чтобы отличить его от отца и деда. С течением времени «Эй» стало именем. В его жилах течёт кровь испанская, мексиканская и американских индейцев.
Эй Мартинес начал свою профессиональную карьеру в 12 лет как певец и выиграл титул на конкурсе талантов в «Hollywood Bowl». Окончил Verdugo Hills High School в Лос-Анджелесе. В школе он был членом рок-группы и пять сезонов играл в бейсбол.

## Карьера
Он снимался в художественных фильмах, в том числе «Ковбои», «Шоссе встреч», и «Что готовим». Большинство его ролей были на телевидении. В 1978 году он сыграл индейца «Ястреба» в мини-сериале об американских поселенцах-пионерах на канале ABC. В этом же сериале играла его первая жена Мэр Уиннингем. В 1979 году он появился в трёх эпизодах мини-сериала «Столетие».
Роль Круза Кастильо в телесериале «Санта-Барбара» принесла ему мировую славу и премию «Эмми» в 1990 году. Позже он появился в сериале «Главный госпиталь», где играл гангстера и осведомителя ФБР Роя Дилукку с 1999 по 2002 годы. За время работы в сериале «Главный госпиталь», он получил три подряд награды ALMA с 2000 по 2002 год. В 2003 году он выпустил компакт-диск «Fragrance and Thom».
В сентябре 2008 года Мартинес сыграл роль Рэя Монтеса в сериале «Одна жизнь, чтобы жить» на канале ABC. В 2012—2017 годах играл роль злодея Джейкоба Найтхорса в сериале «Лонгмайер».

## Личная жизнь
В 1981 году Эй Мартинес был женат на актрисе Мэр Уиннингем (они развелись в том же году). В 1982 году он женился на своей нынешней жене Лесли Брайанс, у них один сын Дакота Ли (род. 25.07.1986) и две дочери Девон Макена (род. 07.06.1989) и Рен Фаррен (род. 13.09.1993).

## Избранная фильмография
| Год       |    | Русское название           | Оригинальное название                                   | Роль                            |
| --------- | -- | -------------------------- | ------------------------------------------------------- | ------------------------------- |
| 1969      | с  | Миссия невыполнима         | Mission: Impossible                                     | молодой человек                 |
| 1969      | ф  | Смена привычки             | Change of Habit                                         | второй молодой человек          |
| 1970      | с  | Бонанза                    | Bonanza                                                 | Луис                            |
| 1972      | ф  | Ковбои                     | The Cowboys                                             | Симаррон                        |
| 1972—1976 | с  | Улицы Сан-Франциско        | The Streets of San Francisco                            | разные персонажи                |
| 1973      | с  | Гавайи 5-O                 | Hawaii Five-O                                           | Пепе Оливарес                   |
| 1975      | с  | Коломбо                    | Columbo                                                 | Карро Ранхель                   |
| 1977      | с  | Все в семье                | All in the Family                                       | Мануэль                         |
| 1977      | с  | Баретта                    | Baretta                                                 | Фрэнк                           |
| 1977      | с  | Женщина-полицейский        | Police Woman                                            | Дайми                           |
| 1982      | с  | Фэлкон Крест               | Falcon Crest                                            | Хулио Дельгадо                  |
| 1983      | ф  | Почётный консул            | The Honorary Consul                                     | Акино                           |
| 1983      | с  | Супруги Харт               | Hart to Hart                                            | Хосе                            |
| 1984      | с  | Ремингтон Стил             | Remington Steele                                        | Гай Никерсон                    |
| 1984—1992 | с  | Санта Барбара              | Santa Barbara                                           | Круз Кастильо                   |
| 1989      | ф  | Дорога на пау-вау          | Powwow Highway                                          | Бадди Ред Боу                   |
| 1989      | тф | Охота за ночным убийцей    | Manhunt: Search for the Night Stalker                   | лейтенант Хиль Каррильо         |
| 1989      | ф  | Дьяволица                  | She-Devil                                               | Гарсиа                          |
| 1990—1994 | с  | Закон Лос-Анджелеса        | L.A. Law                                                | Дэниел Моралес / Эктор Родригес |
| 1996      | с  | Прикосновение ангела       | Touched by an Angel                                     | Джон Матеос                     |
| 1996—1997 | с  | Профайлер                  | Profiler                                                | агент Ник «Куп» Купер           |
| 1999      | с  | Великолепная семёрка       | The Magnificent Seven                                   | Рафаэль Кордеро Мартинес        |
| 1999—2002 | с  | Порт Чарльз                | Port Charles                                            | Рой Дилукка                     |
| 2000      | с  | Голод                      | The Hunger                                              | Питер Дойч                      |
| 2000—2002 | с  | Главный госпиталь          | General Hospital                                        | Рой Дилукка                     |
| 2002—2003 | с  | Для людей                  | For the People                                          | Майкл Оливас                    |
| 2003      | тф | Инстинкт убийцы            | Killer Instinct: From the Files of Agent Candice DeLong | Бобби Масарьегос                |
| 2005      | с  | Военно-юридическая служба  | JAG                                                     | Аурелио Пудеро                  |
| 2005—2007 | с  | C.S.I.: Место преступления | CSI: Crime Scene Investigation                          | Данило Замеска                  |
| 2007      | с  | Детектив Рейнс             | Raines                                                  | Аурелио Санчес                  |
| 2008—2009 | с  | Одна жизнь, чтобы жить     | One Life to Live                                        | Рэй Монтес                      |
| 2009      | в  | Терминаторы                | Terminators                                             | шериф Рид Карпентер             |
| 2009      | с  | Мыслить как преступник     | Criminal Minds                                          | Бантинг                         |
| 2010      | с  | Больница Майами            | Miami Medical                                           | Гарретт                         |
| 2010      | с  | Касл                       | Castle                                                  | Сесар Кальдерон                 |
| 2011      | тф | Возвращение титанов        | Mega Python vs. Gatoroid                                | доктор Диего Ортис              |
| 2011—2012 | с  | Дерзкие и красивые         | The Bold and the Beautiful                              | доктор Рамон Монтгомери         |
| 2012      | ф  | Калифорнийское соло        | California Solo                                         | Уоррен                          |
| 2012—2017 | с  | Лонгмайер                  | Longmire                                                | Джейкоб Найтхорс                |
| 2013      | ф  | Джимми Пикар               | Jimmy P: Psychotherapy of a Plains Indian               | Уилли Клоу                      |
| 2013      | ф  | Проклятие Чаки             | Curse of Chucky                                         | отец Фрэнк                      |
| 2014      | с  | Ночная смена               | The Night Shift                                         | Хоакин де ла Крус               |
| 2015      | с  | Морская полиция: Спецотдел | NCIS                                                    | Томас Орландо                   |
| 2015—2020 | с  | Дни нашей жизни            | Days of Our Lives                                       | Эдуардо Эрнандес                |
| 2018      | с  | Королева Юга               | Queen of the South                                      | шериф Майо                      |
| 2024      | с  | Аватар: Легенда об Аанге   | Avatar: The Last Airbender                              | мастер Пакку                    |